# 大集市广场 (纽伦堡)
大集市广场（Hauptmarkt）是纽伦堡老城区的中心广场。为纽伦堡圣诞集市所在地。广场呈梯形，占地5000平方米，四边分别长56米、75米、85米等。其南侧为肉桥（Fleischbrücke），北侧为纽伦堡市政厅，西北方是圣塞巴都堂，东侧是圣母堂。
此地在中世纪曾为犹太区，1349年被摧毁。此广场曾用于纳粹党游行，1933年3月25日更名为“阿道夫-希特勒广场”。二战末期此广场周边毁于盟军轰炸。圣塞巴都堂和纽伦堡市政厅均毁于1945年1月2日。
广场上有著名的美泉（Schöner Brunnen）；在1902年到1934年，广场上还曾有第二座喷泉海神喷泉（Neptunbrunnen）。